# 中郷 (薩摩川内市)
中郷（ちゅうごう）は、鹿児島県薩摩川内市の町丁。旧薩摩国薩摩郡中郷中郷村、薩摩国薩摩郡東郷中郷村、薩摩郡下東郷村大字中郷、川内市中郷町。郵便番号は895-0072。中郷一丁目から中郷五丁目まで及び中郷町があり、中郷一丁目及び中郷二丁目の全域で住居表示を実施している。人口は5,108人、世帯数は2,189世帯（2020年10月1日現在）。

## 地理

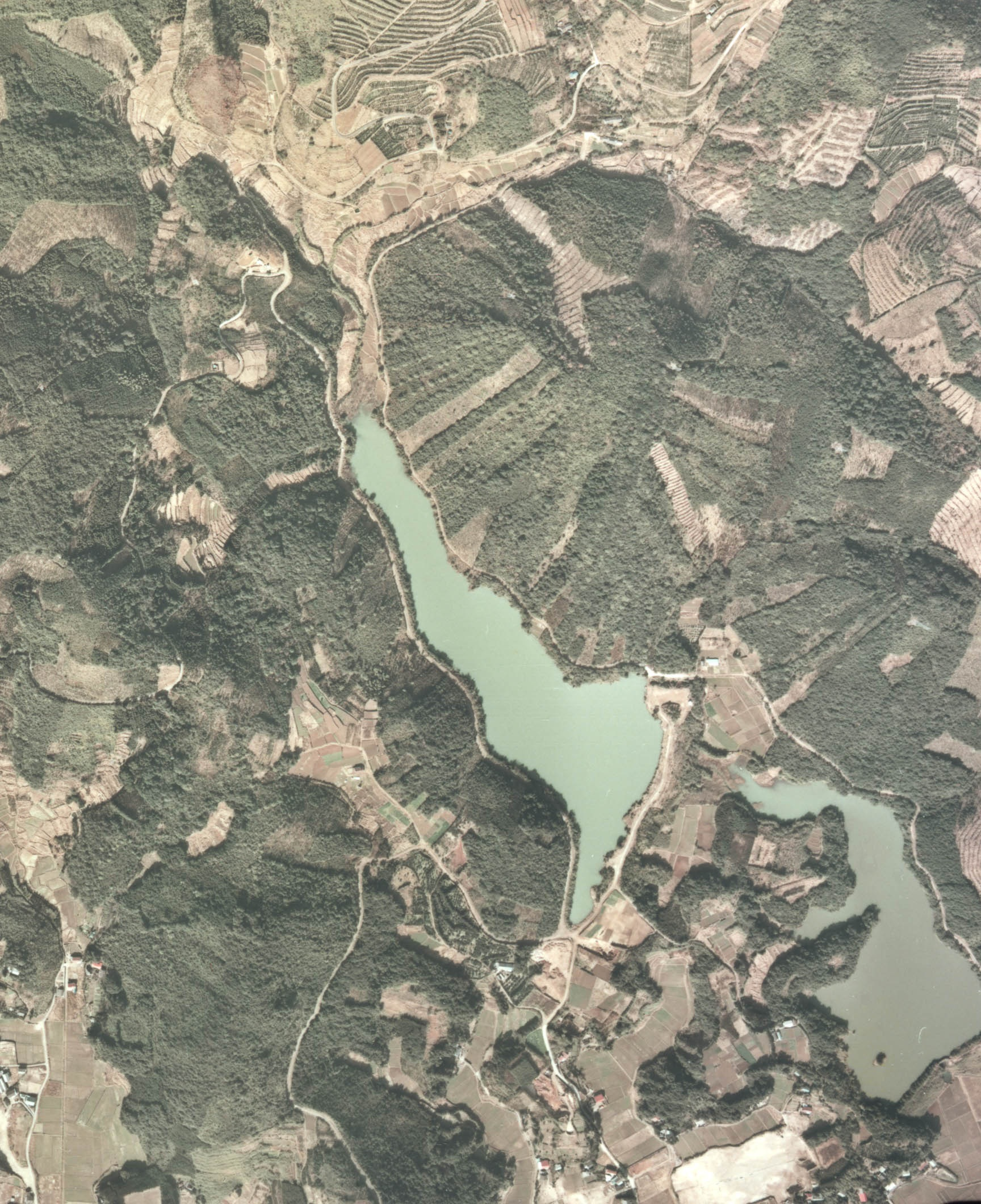
中郷池付近の航空写真。上池は運動公園町、下池は中郷町に属している。

薩摩川内市の西部、川内川下流域に所在している。字域の北方には田海町、運動公園町、高城町、南方には東大小路町、原田町、西方には国分寺町、高城町、東方には川内川を挟んで、天辰町、白浜町が接している。
字域の中央部を南北に国道267号が通っており、南部を東西に九州新幹線の高架が通過している。中央部には中郷下池が所在しており、もう一つの中郷上池は運動公園町に所在している。
教育施設は字域の北東部に薩摩川内市立育英小学校が所在している。

### 河川
- 川内川（町域の東端を南北に流れる）

### 湖沼
- 中郷下池（中郷上池は運動公園町の区域）
- 天神池

### 町名の由来
「中郷」という地名は古代の託万郷（たくまごう）がのちに3つの郷に分けられた時に、この地域が3郷のうちで中央（西部は高城郷、東部は東郷）に位置していたことに由来している。

## 歴史

### 成立から町村制施行まで
中郷という地名は平安時代末期より見え、薩摩国のうちであった。この地は「和名類聚抄」で見える高城郡託万郷の地であり、その後東郷と高城郷に分割され、さらに東郷を東郷と中郷に分割されたとされている。戦国期は渋谷東郷氏の支配下にあったが、入来院氏とともに渋谷東郷氏が所領を島津氏に献上し、当地を含めた川北部が薩州家島津義虎に与えられた。
江戸時代には薩摩郡中郷（外城）のうちであった。中郷は中郷村のみで構成されており、小之郷に位置づけられていた。明治3年に中郷が東郷に編入され中郷村は薩摩郡東郷のうちとなった。村高は「検地目録」及び「天保郷帳」には1,888石余、「旧高旧領取調帳」には1,303石余であったと記載されている。

### 町村制施行以後
1889年（明治22年）4月1日に町村制が施行されたのに伴い、それまでの東郷の区域のうち田海村、白浜村及び中郷村の3村の区域より下東郷村が成立し、江戸期の中郷村は下東郷村の大字「中郷」となった。
1957年（昭和32年）4月1日には下東郷村が川内市、薩摩郡東郷町、高城村に分割編入されることとなり、大字中郷の区域は全域が川内市に編入された。4月15日に鹿児島県公報に掲載された「 大字の廃止及び町の新設」（鹿児島県告示）により4月1日付で大字中郷を廃し、その区域を以て新たに川内市の町「中郷町」が設置された。
1981年（昭和56年）には字域の一部が原田町、東大小路町に分割された。1992年（平成4年）には原田町、中郷町の各一部より「中郷一丁目」、「中郷二丁目」、「中郷三丁目」及び「中郷四丁目」を設置する旨の告示があり、土地区画整理法による換地処分が行われた日の翌日に前述の丁目が設置された。
2000年（平成12年）8月1日に中郷町の一部が運動公園町に分割された。同年12月8日には中郷町の一部より分割され、川内市の町名「中郷五丁目」が設置され、中郷町の一部が中郷三丁目、中郷四丁目に編入された。
2004年（平成16年）10月12日に川内市、東郷町、入来町、祁答院町、樋脇町、下甑村、上甑村、鹿島村、里村が新設合併し薩摩川内市が設置された。この市町村合併に伴い設置された法定合併協議会において川内市の町・字については「現行通りとする。」と協定されたため、名称の変更は行われずに薩摩川内市の町となった。

### 字域の変遷
| 分割実施後                     | 分割実施年月日     | 分割実施前               |
| ------------------------------ | ------------------ | ------------------------ |
| 原田町の一部                   | 1981年（昭和56年） | 中郷町の一部             |
| 東大小路町の一部               | 1981年（昭和56年） | 中郷町の一部             |
| 中郷一丁目及び中郷二丁目       | 1992年（平成4年）  | 中郷町及び原田町の各一部 |
| 中郷三丁目及び中郷四丁目       | 1992年（平成4年）  | 中郷町の一部             |
| 運動公園町の一部               | 2000年（平成12年） | 中郷町の一部             |
| 中郷五丁目（全域）             | 2000年（平成12年） | 中郷町の一部             |
| 中郷三丁目及び中郷四丁目の一部 | 2000年（平成12年） | 中郷町の一部             |

## 文化財

### 国指定
- 新田神社文書（百二十四通）九巻、一枚（有形文化財（古文書））[16]
- 船大工樗木家関係資料（有形文化財（古文書））[16]

### 県指定
- 里八幡神社の大般若波羅蜜多経（有形文化財（書跡・典籍））[16]

### 市指定
- 宥印法印文書（有形文化財（古文書））[17]
- 清水寺経壺（有形文化財（考古資料））[17]
- 青磁蓮花唐草文碗 青磁櫛描き文皿（有形文化財（考古資料））[17]
- 平佐焼絵形（有形文化財（歴史資料））[17]
- 熊野神社板碑（有形文化財（歴史資料））[17]
- ロザリオ聖母踏絵（有形文化財（歴史資料））[17]
- 中郷虚無僧踊（無形民俗文化財）[18]
- 中郷太鼓踊（無形民俗文化財）[19]

## 施設

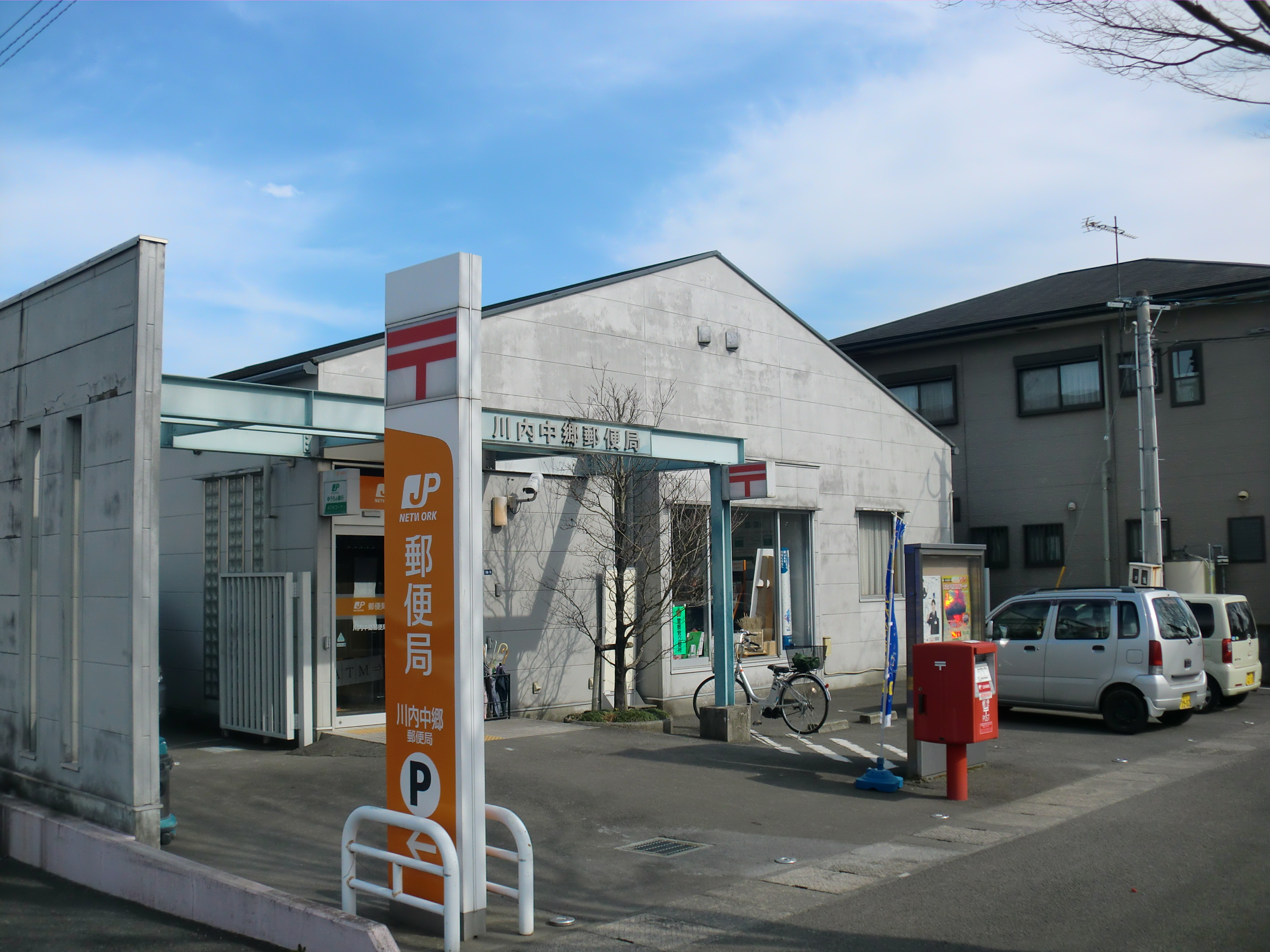
川内中郷郵便局

### 公共
- 薩摩川内市消防局本部・中央消防署
- 川内歴史資料館
- 野間島公園

### 教育
- 薩摩川内市立育英小学校[20]
- 育英保育園
- 中郷保育園

### 郵便局
- 川内中郷郵便局

### 寺社
- 宅満寺

## 人口・世帯数
2020年10月1日現在の中郷一丁目から中郷五丁目、中郷町の人口、世帯数を以下に示す。
| 町・字     | 人口  | 世帯数 |
| ---------- | ----- | ------ |
| 中郷一丁目 | 1,181 | 439    |
| 中郷二丁目 | 554   | 284    |
| 中郷三丁目 | 583   | 238    |
| 中郷四丁目 | 666   | 284    |
| 中郷五丁目 | 349   | 149    |
| 中郷町     | 1,775 | 795    |
| 計         | 5,108 | 2,189  |

## 小・中学校の学区
市立小・中学校に通う場合、学区（校区）は以下の通りとなる。
| 町丁       | 番・番地 | 小学校                 | 中学校                   |
| ---------- | -------- | ---------------------- | ------------------------ |
| 中郷一丁目 | 全域     | 薩摩川内市立育英小学校 | 薩摩川内市立川内北中学校 |
| 中郷二丁目 | 全域     | 薩摩川内市立育英小学校 | 薩摩川内市立川内北中学校 |
| 中郷三丁目 | 全域     | 薩摩川内市立育英小学校 | 薩摩川内市立川内北中学校 |
| 中郷四丁目 | 全域     | 薩摩川内市立育英小学校 | 薩摩川内市立川内北中学校 |
| 中郷五丁目 | 全域     | 薩摩川内市立育英小学校 | 薩摩川内市立川内北中学校 |
| 中郷町     | 全域     | 薩摩川内市立育英小学校 | 薩摩川内市立川内北中学校 |

## 交通

### 道路
一般国道
- 国道267号